# ماري لوغان تاكر
ماري لوغان تاكر (بالإنجليزية: Mary Logan Tucker)‏ هي ناشِطة أمريكية، ولدت في 20 يونيو 1858 في بنتون في الولايات المتحدة، وتوفيت في 16 مارس 1940 في واشنطن العاصمة في الولايات المتحدة.